# Quercus rubra
La quercia rossa (Quercus rubra L., 1753) è un albero della famiglia Fagacee, originario della regione floristica nordamericana atlantica, cioè degli stati orientali degli U.S.A. e del Canada intorno ai Grandi Laghi. Coltivata ad uso selvicolturale per la sua rapida crescita e a scopo ornamentale per il bell'aspetto del fogliame, rosso in autunno, è divenuta talora invadente nei boschi di farnia (Quercus robur) dell'Europa centro-settentrionale e dell'Italia settentrionale, specie in Lombardia, Piemonte e Veneto, dove ne è vietata la piantumazione e la coltivazione per tutelare la biodiversità locale.

## Descrizione

### Portamento
Alto fino a 25-30 metri, con tronco diritto quasi colonnare nei giovani esemplari per poi diventare globoso e chioma ampia e cima arrotondata. Il portamento può comunque differenziarsi in base all'altitudine, essendo questa una specie caratterizzata da un certo polimorfismo: la chioma, infatti, può assumere una forma più espansa alle quote alpine più basse, mentre tende a divenire più stretta a quote maggiori (per contenere i danni provocati dalla neve).

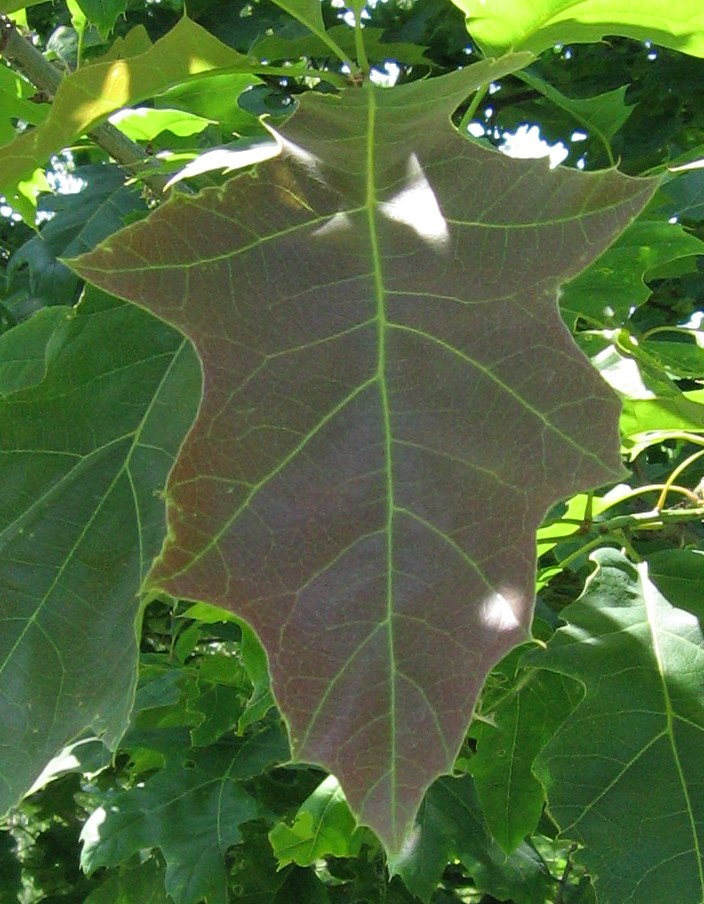
Foglie

### Corteccia
La corteccia è sottile, grigia e liscia, con l'età diviene solcata e reticolata.

### Foglie
Caduche, semplici, alterne obovate, lunghe circa 10-30 centimetri e larghe 10-20 centimetri, con lobi profondi al massimo fino a metà del lembo. I lobi sono profondi al dentato-mucronati. Sono glabre, lucide, di colore verde intenso prima, mentre in autunno assumono un colore rosso intenso nelle piante giovani fino a divenire giallo-bruno in quelle adulte e vecchie. Danno il nome alla pianta.

### Fiori
Infiorescenze unisessuali (pianta monoica), i maschili sono raccolti in lunghi amenti penduli, poco vistosi e verdognoli. I fiori femminili, anch'essi poco evidenti, sono situati all'attaccatura (o ascella) delle foglie e di colore rosso. Fioritura all'inizio di maggio.

### Frutti
Ghiande ovali lunghe 2–3 cm, con cupola piatta o poco avvolgente, portate da corti peduncoli, maturano in due anni.

## Habitat
{{le querce si inseriscono in boschi decidui o cespuglieti fino a quota 1200 m, prediligono suoli acidi (tranne Q. pubescens). Alcune specie sono da noi poco diffuse in quanto tipiche della macchia mediterranea (Q. ilex, Q. cerris). Nella nostra regione vivono Q. robur, Q. petraea, Q. pubescens}}

## Semina
I semi di Q. rubra appaiono come ghiande di colore scuro al momento della raccolta, per poi screziarsi di una colorazione giallo-bruna qualche mese dopo la 'messa a stratificazione'. Possiedono una dimensione di, approssimativamente, 1 cm di larghezza per 1,5 cm di altezza. Per la germinazione è necessario stratificare il seme, stratificazione che richiede un tempo non inferiore ai 3 mesi a freddo artificiale (frigorifero) o naturale (esterno). Allorquando il tegumento all'apice comincerà a fessurarsi in tre linee di rottura, la radichetta embrionale sarà in procinto di emergere. Una semina ottimale avverrà solo dopo l'emissione della radichetta.

## Malattie e parassiti
- Myzocallis walshii, insetto appartenente alla famiglia delle Aphididae, debilita la pianta e può portare a caduta delle foglie anticipata[3].
- Botryosphaeria corticola, un ascomicete che causa imbrunimento delle foglie, formazione di screpolature e sanguinamento delle cortecce, comporta elevati tassi di mortalità per alberi negli Stati Uniti nordorientali[4].
- Phytophthora cinnamomi, oomicete
- Phytophthora ramorum, oomicete

## Usi
Introdotta in Europa nell'XVII secolo per abbellire parchi e giardini, ha trovato impiego come specie forestale per la sua facilità di adattamento e crescita rapida. Viene usata non solo come pianta ornamentale, dato il suo gradevole aspetto, ma anche per la produzione di legname. È una specie rustica ed a crescita rapida, non mostra particolari problemi nei confronti della luce, non ama però i terreni calcarei e sviluppa bene in suoli fertili ed impermeabili. Può vivere fino a cent'anni.